# Blue Beanie Day
Blue Beanie Day (Dzień Niebieskiej Czapki) – coroczne międzynarodowe święto standardów sieciowych i dostępności cyfrowej. Zostało zapoczątkowane przez Douglasa Vosa i spopularyzowane przez Jeffreya Zeldmana, autora książki Projektowanie serwisów WWW. Standardy sieciowe.. Pierwszy raz odbyło się 26 listopada 2007. W 2008 obchodzone było 28 listopada, a od 2009 co roku tego samego dnia - 30 listopada. 
Nazwa pochodzi od wizerunku Jeffreya Zeldmana w niebieskiej czapce, które znalazło się na okładce jego książki. 
W dniu obchodów użytkownicy publikują w mediach społecznościowych swoje zdjęcia, ukazujące ich w niebieskim nakryciu głowy i udostępniają informacje oraz linki do treści promujących standardy sieciowe i dostępność. Używają przy tym hashtagu #BlueBeanieDay.